# Mwanga II
 (mars 2024).
Si vous disposez d'ouvrages ou d'articles de référence ou si vous connaissez des sites web de qualité traitant du thème abordé ici, merci de compléter l'article en donnant les références utiles à sa vérifiabilité et en les liant à la section « Notes et références ».
Mwanga II (1868-1903) fut un roi (kabaka) du Bouganda.

## Biographie
Il est né à Nakawa en 1868 et mort aux Seychelles en 1903. Il accède au trône du Bouganda en 1884 à la mort de son père, Muteesa Ier. Il était âgé de 16 ans. Le royaume se trouvait alors en pleine guerre civile entre les différents partis religieux que son père avait montés les uns contre les autres. Il connaît un parcours politique rude et intense avec ses deux destitutions consécutives et les révolutions de 1888 et 1897.

## Lutte contre le christianisme
Le jeune Mwanga, récemment intronisé peut enfin exprimer ses opinions sur le christianisme. Il est effectivement contre cette religion et opposé à ceux qui la propagent, malgré le fait qu'il ait été éduqué par des missionnaires. Ne pouvant plus supporter que ses sujets puissent suivre les directives catholiques, il entreprend d'expulser de ses terres tous les missionnaires et hommes d'Église. Ensuite, il décide de forcer ses sujets devenus catholiques d'abandonner la foi en leur Dieu, sous peine de mort et d'instaurer l'Islam comme religion officielle du royaume. Il fait exécuter un évêque anglais en 1885. 
En 1886, il fait brûler vifs vingt-deux jeunes garçons pour avoir (officiellement) continué à pratiquer le culte catholique. Bisexuel, le roi entretenait des rapports sexuels avec ses serviteurs ; la religion catholique, empêchant de tels rapports de se produire, serait la véritable raison de cette persécution.

## Coups d’États et exil

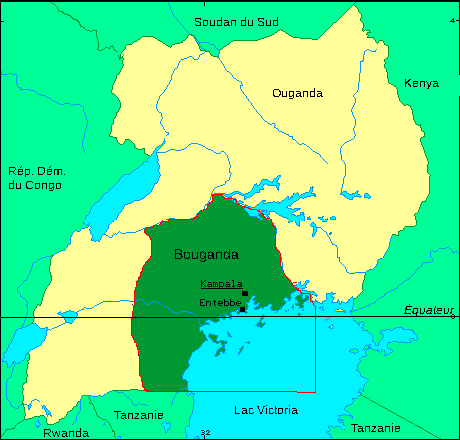
Royaume du Bouganda.

En supprimant les traités économiques qui liaient le Bouganda à l'Angleterre, le jeune monarque provoque l'Empire britannique. En conséquence, les troupes coloniales anglaises sont envoyées organiser une insurrection au sein du royaume. La guerre civile éclate, et Mwanga II est finalement destitué le 10 septembre 1888. Il est remplacé par son demi-frère Mutebi Kiwewa. Mwanga est enfermé dans la prison royale de l'actuelle ville de Kampala. Quand son demi-frère est assassiné à peine un mois plus tard, il profite de la confusion pour s’évader. À la suite d’alliances politiques avec l'Angleterre, Mwanga II peut récupérer son trône le 5 octobre 1889. Le traité commercial signé le 26 décembre 1890 avec le capitaine Lugard transfère certains de ses pouvoirs en termes de commerce et d'administration de la justice à l'Imperial British East Africa Company (et transférés à la Couronne britannique en 1893). Il se convertit nominalement à l'anglicanisme. Pendant ce temps, le capitaine Lugard fait armer les anglicans contre la majorité catholique et les missionnaires français sont expulsés. 
En 1894, le Bouganda devient protectorat anglais, ce qui donne naissance à l’Ouganda. Cette perte de l’indépendance provoque une fronde chez les aristocrates bougandais qui tentent alors d’organiser un coup d’État contre le roi. En 1897, afin d’éviter de perdre son trône, Mwanga soutient la révolution des Nyoros pour l’indépendance, et, voyant l’armée anglaise triompher, il s'échappe dans les collines avoisinantes pour éviter sa capture. Les Britanniques décident de le remplacer par son fils, Daudi Chwa II à la tête du protectorat. Il y a donc deux rois pour un royaume, l’un ayant la faveur du peuple bougandais, l’autre celle des Britanniques. Les deux partis s'affrontent jusqu'à la défaite de l'armée révolutionnaire du roi défaite en 1898. Mwanga II n'est capturé qu’un an plus tard, puis exilé aux Seychelles où il meurt en 1903.